# Александар М. Петровић
Александар М. Петровић (Ђаково, 26. мај 1958) је српски филозоф, преводилац, публициста и универзитетски наставник.

## Биографија
Рођен је 26. маја 1958. године у Ђакову, у породици просветних радника Михаила и Зоре Петровић. Основну школу завршио је у Сремској Каменици (1972), а гимназију Јован Јовановић-Змај у Новом Саду (1976). Дипломирао је 1982. године на Филозофском факултету Свеучилишта у Загребу, на одсецима за филозофију и класичну филологију.
Постдипломске студије чисте филозофије завршио на Универзитету у Новом Саду, 1997. године, те одбранио почетком 1998. године магистарски рад са темом Хегел и платоновска дијалектика. Докторска теза Physis и kosmos (Философија природе у антици и Кантов појам технике природе у оптици крајње сврхе свега што јесте), под менторством проф. др Ивана Коларића, одбрањена је на Универзитету Источно Сарајево 2005. године.
Од 1986. године након положеног стручног државног испита, запослен је у Библиотеци Матице српске на Одељењу за стару и ретку књигу и легате, а затим на Одељењу за аналитичко-каталошку обраду библиотечког материјала.
Уређивачки програм за духовне науке у смислу вођења дијалога о рецентним темама, спроводио је од 1982. године на трибини Културног центра Новог Сада и Отвореног универзитета у Новом Саду. У обухватност разумевања историје догађања била је укључена филозофија источноевропских народа (од новоплатонизма и хришћанског покрета исихазма до религиозних питања везаних са православном културом како се у поимајућем искуству манифествовала на нашем тлу). Од значаја је споменути и учешће на више научних скупова са рефератима који су касније објављивани у публикацијама намењеним у ту сврху (на научном скупу – Античка естетика и наука о књижевности Анице Савић-Ребац, одржаном у Матици српској, 1985. године; симпозијуму о античким студијама одржаном на Универзитету у Скопљу, 1989. године; симпозијуму о 400-годишњици картезијанске мисли у Матици српској, 1996. године; симпозијум о старини имена Срба у друштву „Сербона“ из Ниша, 1997. и 2005. године, те симпозијумима „Слово и мит“ који је организовао Центар за митолошка истраживања Србије, 2000, „Митска река Дунав“, 2001, „Митологија Лепенског Вира“, 2003).
Члан је научног друштва, „Центар за митолошка истраживања Србије“ и „Филозофског друштва Србије“ као и уређивачкг савета Отачника - часописа за светоотачку праксу и теорију. Тренутно ради на Филозофском факултету Универзитета у Приштини, на предметима: Историја античке филозофије и Естетике.